# Шимон Шимонович
Шимон Шимонович гербу Костеша, або Сімон Сімонідес (24 жовтня 1558, Львів — 5 травня 1629, с. Чернечин, поблизу м. Замостя) — польський латиномовний поет, філолог, культурний діяч. Один із організаторів Замостської академії.

## Біографія
Народився 24 жовтня 1558 року у Львові. Його батьком був Шимон Бжезінський. Родове прізвище було насправді Бжежанський, що походить від польської назви міста Бережани (пол. Brzeżany), яке одного разу змінили, а потім надалі використовували.
З 1575 року навчався у Краківському університеті, пізніше — у Бельгії та Франції. Після повернення на батьківщину, тривалий час займався приватною педагогічною діяльністю. Серед його учнів були поет і юрист Томаш Дрезнер, краківський каштелян Яків Собеський, великий канцлер і воєвода Київський Томаш Замойський, син гетьмана Яна Замойського, поет Ян Урсин.
Шимонович був одним із засновників, директором наук та інспектором Замостської академії, де брав активну участь у доборі професорів кафедр. Сприяв створенню «руської друкарні» для видання книг слов'янськими мовами.
Помер 5 травня 1629 р. у с. Чернечин, поблизу м. Замостя.

## Літературна діяльність
Твори Шимоновича позначені українським колоритом. Започаткував новий у польській літературі жанр — русинські пісні («селянки»), в яких звертався до реального життя простих людей. Був удостоєний звання «королівський поет»
Гуманістична поезія Шимона Шимоновича отримала високу оцінку. Високо цінували поета-гуманіста відомий польський поет Бартош Папроцький та видатні зарубіжні філософи і вчені: Юст Ліпсій, Георгій Дуза, професор Лейденського університету Йосип Скалігер. Останній писав, що Шимонович перевершив у поетичній майстерності навіть античних поетів.
Шимонович цінував пізнавальні можливості людського розуму, виступав за розвиток світської науки та полемізував із тими, хто заперечував її значення. Він акцентував увагу на важливості прищеплення громадянам доброчесності, високих моральних якостей та інших позитивних рис. І в цьому подавав особистий приклад — подарував ділянку землі під міський шпиталь у Львові. Шимонович оспівував красу рідної природи, звеличував фізичну працю реальних людей. Його турбувала проблема нерівності селян, які, вважав, є фундаментом держави; виступав також за зрівняння у правах різних верств населення — міщан, ремісників, купців.

## Праці
- Hercules Prodiceus ad Thomam Zamoyscium Magni Ioannis F.  [Архівовано 23 вересня 2020 у Wayback Machine.]
- Epithalamium. Serenissimi Sigismundi III. Poloniarum Regis, et Annae Caroli Archiducis Austriae - Львів, друкарня Матвія Гарволіна, 1592
- Aelinopean
- Do Wacława Zamoyskiego: wiersz R. P. 1610 w Putiatyńcach napisany a teraz podobizną oddany
- Flagellum livoris: continens omnia fere metrorum genera, quibus usus est Horatius
- Jaśnie Wielmożnemu Panu Jegomości Panu Mikołajowi Wolskiemu…
- Joel propheta: ad Clementem VIII Pontificem Maximun
- Naenia funebris: ad Stanislaum Socolovium […] de morte Iacobi Gorscii, Theologi & Iureconsulti
- Pentezylea
- Philaenarae: ad Adamum Hieronymum Sieniavium
- Poetarum elegiographorum par nobile Simon Simonides Leopoliensis Magni Jo: Zamosci a Secretis Raymundus Cunich Ragusinus in Rom […].nobili iuventuti Polonae propositi in exemplum.
- Sielanki polskie, z różnych pisarzów zebrane (Zimorowic Szymon, Mostowski Tadeusz Antoni, Lipiński Józef, Vergilius Maro Publius, Zimorowic Bartłomiej, Szymonowic Szymon)
- Simona Simonidesa Joël prorok starozakonny: do Klemensa VIII Papieża
- Simonis Simonidae Imagines diaetae Zamoscianae  [Архівовано 3 листопада 2013 у Wayback Machine.]
- Simonis Simonidae Poematia aurea cum antiquitate comparanda: edita ex Bibliotheca Ioachimi Morsi, accedit vita et obitus Magni Ioanni Samoschi patroni Simonidis.
- Szymona Szymonowicza «Castus Ioseph» (1597)
- Sixto Leopoliensi, Medico Excellentissimo  [Архівовано 5 березня 2016 у Wayback Machine.]

## Вшанування
- Вулиця у Львові (тепер Мельника) мала назву «Шимоновичів».[4]